# El Chuncho
Pour plus de détails, voir Fiche technique et Distribution.
El Chuncho (titre original : Quién sabe?) est un western zapata italien réalisé par Damiano Damiani et sorti en 1966.
Il s'agit du premier ainsi que d'un des plus célèbres westerns zapatistes, un sous-genre du western spaghetti où l'on voit se radicaliser des personnages qui, confrontés à l'injustice, se muent en révolutionnaires.
Le film se déroule au Mexique. Chuncho, à mi-chemin entre le bandit et le rebelle révolutionnaire, attaque avec ses troupes un train de l'armée régulière dans lequel voyage un jeune dandy américain (Lou Castel), qui prête main-forte aux hors-la-loi durant l'assaut. Le yankee se joint aux guérilleros et se lie d'amitié avec Chuncho (Gian Maria Volontè) : leur intention sera de vendre les armes aux révolutionnaires du général Elías (Jaime Fernández) . Mais les apparences sont parfois trompeuses.

## Synopsis
En 1917 au Mexique, Bill Tate se fait passer pour un homme en cavale, mais il est en réalité un tueur à gages américain payé par le gouvernement de Mexico pour tuer le général rebelle Elías. Pour accomplir sa tâche, il rejoint une bande de révolutionnaires mexicains dirigée par El Chuncho, où il est immédiatement rebaptisé Niño. La principale activité du gang consiste à voler des armes à l'armée et à les revendre à l'armée rebelle du général Elías. El Chuncho n'est pas un simple bandit, il ne se bat pas pour son propre compte, mais avec la conviction qu'il peut libérer le peuple mexicain.
Lors d'un nouvel assaut pour voler des armes, les rebelles d'El Chuncho apprennent que la ville de San Miguel a été libérée et qu'une fête est prévue. Ils s'y rendent donc tous, mais El Niño a d'autres projets. Il convainc tous les rebelles de la bande d'El Chuncho de prendre leur part d'armes et de laisser El Chuncho et son frère Santo seuls avec les paysans de la ville. Chuncho décide de rester pour défendre la ville et d'utiliser sa part d'armes pour armer les paysans. Cependant, il se rend vite compte qu'il s'agit d'une entreprise désespérée. Les paysans ne comprennent même pas comment fonctionnent les simples Mausers, mais Chuncho a confiance en une mitrailleuse lourde, trouvée en ville, qui aurait pu inverser l'issue du conflit. Le soir, il est averti que la mitrailleuse a également été emportée par les autres compañeros.
Chuncho part rejoindre ses anciens camarades en promettant à son frère de revenir. Mais lorsqu'il rejoint les autres, il se rend compte qu'il ne peut pas les convaincre de revenir et que, de toute façon, ils n'auraient pas été capables de combattre l'armée. Il les conduit donc au lieu de rencontre où il avait l'habitude de livrer les armes aux émissaires du général Elías. Une fois sur place, l'émissaire rebelle les rejoint poursuivi par une poignée de soldats et, dans l'affrontement féroce qui s'ensuit, tous les hommes d'El Chuncho meurent, à l'exception du Niño qui, invisible, tue le messager d'Elías et jette l'argent qu'il avait sur lui. Lorsqu'El Chuncho se rend compte que le rebelle n'avait pas l'or nécessaire pour payer les armes, il décide d'aller voir lui-même le général Elías pour se faire payer. En chemin, El Niño tombe malade du paludisme, mais El Chuncho, plutôt que de l'abandonner, ralentit le voyage pour soigner son ami.
Lorsqu'El Niño se rétablit, impressionné par la gentillesse de son ami, il lui dit que s'ils doivent se séparer un jour, il devra se rendre à l'hôtel Morelos à Ciudad Juárez. Lorsqu'ils arrivent à la cachette du général Elías dans les montagnes, c'est le général lui-même qui accueille El Chuncho. Il l'accuse d'avoir abandonné le village de San Miguel, qui a été entièrement exterminé, uniquement pour sa soif d'argent. Chuncho, se rendant compte de sa lâcheté, demande la mort et son frère Santo, qui a manifestement échappé au carnage, se propose de le tuer, quand soudain le général est assassiné. El Niño, en effet, monte sur une colline avec un fusil à lunette, tue d'abord le général Elías, puis Santo, qui s'apprêtait à tuer El Chuncho, et s'enfuit en allant chercher l'argent qui lui avait été promis s'il tuait le général.
Une semaine plus tard, El Chuncho arrive à l'hôtel Morelos, comme le lui avait dit El Niño, déterminé à le tuer. Mais El Niño partage avec lui la moitié de la prime qu'il avait reçue pour le meurtre d'Elías, faisant d'El Chuncho un homme riche. Ce dernier est troublé mais accepte l'offre d'argent, ainsi que la promesse d'une vie meilleure en Amérique. El Niño l'emmène donc chez le coiffeur, le tailleur et à un cours de danse, mais le jour même du départ, El Chuncho a des doutes : alors qu'ils sont sur le point de monter dans le train, Chuncho prend son fusil et dit à El Niño qu'il a également décidé de le tuer parce qu'il se rend compte qu'il a acheté ses idéaux révolutionnaires. El Chuncho tire sur El Niño, qui lui demande : « Pourquoi fais-tu cela ? ». Chuncho répond : « Quien sabe? » (litt. « Qui sait ? », comme le dit le titre original du film), et s'enfuit en laissant derrière lui sa valise pleine de pièces d'or, tout en criant : « N'achète pas du pain avec cet argent mais de la dynamite ». 
El Chuncho enlève sa veste et sa cravate et revient à ses idéaux révolutionnaires.

## Fiche technique
- Titre original : Quién sabe?
- Titre français : El Chuncho
- Réalisation : Damiano Damiani
- Scénario : Salvatore Laurani et Franco Solinas
- Photographie : Antonio Secchi (it)
- Montage : Renato Cinquini (it)
- Musique : Luis Enríquez Bacalov (sous la direction de Bruno Nicolai)
- Décors : Sergio Canevari
- Costumes : Marilù Carteny
- Maquillage : Otello Fava (it)
- Production : Bianco Manini et Sergio Leone (assistant producteur)
- Société de production : M.C.M
- Pays de production :  Italie
- Langue originale : italien
- Format : Couleurs par Technicolor - 1,66:1 - Son mono - 35 mm
- Durée : 118 minutes
- Genre : Western zapata
- Dates de sortie :
  - Italie : 18 décembre 1965
  - France : 26 juillet 1968

## Distribution
- Gian Maria Volontè (VF : Bernard Noël) : Chuncho Munos / El Chuncho
- Klaus Kinski (VF : René Bériard) : El Santo
- Martine Beswick (VF : Françoise Fechter) : Adelita
- Lou Castel (VF : Michel Cogoni) : Bill 'Niño' Tate
- Jaime Fernández (es) (VF : Albert Augier) : général Elías
- Andrea Checchi (VF : Jacques Beauchey) : Don Feliciano
- Spartaco Conversi (VF : André Valmy) : Cirillo
- Joaquín Parra : Picaro
- Aldo Sambrell : lieutenant Alvaro Ferreira
- José Manuel Martín (es) (VF : Claude Joseph) : Raimundo
- Santiago Santos : Guapo
- Valentino Macchi (VF : Jacques Thébault) : Pedrito
- Carla Gravina (VF : Jacqueline Carrel) : Rosaria

## Production
Au départ, il y a une petite société de production d’Emilie-Romagne, la MCM dirigée par Bianco Manini. Le scénario et l'histoire d'El Chuncho sont attribués à Salvatore Laurani, tandis que Franco Solinas est crédité de l'adaptation et des dialogues. Il s'agit du premier western italien à traiter sérieusement de la révolution mexicaine et les aspects politiques du film doivent beaucoup à Franco Solinas. Solinas était un écrivain marxiste plus connu au cinéma pour ses scénarios de Salvatore Giuliano (1962) de Francesco Rosi et La Bataille d'Alger (1966) de Gillo Pontecorvo,.
El Chuncho a été réalisé par Damiano Damiani et tourné à Almería entre juillet et août 1966,. Damiani voulait à l'origine tourner le film au Mexique, ce qui s'est avéré impossible.

## Accueil critique
Pour le site DVDclassik : « Fable politique et progressiste, western baroque et onirique, film d'aventures à grand spectacle, farce picaresque, œuvre psychologique a l'interprétation hallucinée... El Chuncho est tout cela à la fois. C'est pourquoi chacun pourra y trouver son compte, sans spécialement être sensible aux messages véhiculés. Le film est à recommander aux aficionados du genre mais aussi aux non-initiés. À sa sortie en salles, le public ne s'y trompa pas et fit de ce premier "western Zapata" un triomphe. Il confirma l'intérêt du public européen pour le cinéma engagé et le western, nouveaux filons du cinéma populaire italien ».
Pour Jean-François Rauger, El Chuncho représente une étape importante dans l'histoire du cinéma italien : « Le film de Damiano Damiani sorti en 1967 inaugure, en effet, une série de westerns mettant en scène la révolution mexicaine conçue comme une allégorie des luttes anti-impérialistes du tiers monde. Au-delà de cela, il incarne de façon exemplaire une manière inimitable, typique du meilleur de la production transalpine du moment, à mêler le spectaculaire et la réflexion, un lyrisme un peu trivial et une vision dialectique volontiers abstraite ».
Damiani refusait l'appellation « western » pour son film : 

« El Chuncho n'est pas un western. Le western appartient à la culture protestante nord-américaine. Si on quitte cette culture, on ne fait plus un western. Dire qu'un film qui se passe au Mexique est un western montre que vous n'avez rien compris. El Chuncho est un film sur la révolution mexicaine, qui se passe pendant la révolution mexicaine, donc c'est clairement un film politique et rien d'autre »

— Damiano Damiani
Dans le Dictionnaire du cinéma italien, Mathias Sabourdin souligne que « Si El Chuncho s’impose comme un des meilleurs westerns politiques jamais réalisés en Italie, il le doit en grande partie à l’intelligence de son scénario écrit par Franco Solinas (collaborateur habituel de Gillo Pontecorvo et scénariste, entre autres, de Salvatore Giuliano et de Monsieur Klein). Mélange de réflexion politique et de romanesque pur, dénonciation explicite du rôle de la CIA en Amérique latine, l’intrigue qui repose sur l’opposition entre deux caractères bien tranchés — l’Américain réfléchi joué par Lou Castel et le fougueux Mexicain « el chuncho » interprété par Gian Maria Volonté — est d’autant plus opérante qu’elle laisse planer une ambiguïté permanente sur les motivations de chacun d’entre eux. La composition de Volonté est à cet égard fascinante (...). La qualité exceptionnelle de l’interprétation, prise dans son ensemble, concourt d’ailleurs à faire de El Chuncho un film à part (...) ».
Rainer Werner Fassbinder a dédié son premier long métrage L'amour est plus froid que la mort, entre autres, aux deux personnages principaux de ce film.